# Burgambach (Scheinfeld)
Burgambach (auch Nieder- oder Unterambach genannt; fränkisch: Ambach) ist ein Gemeindeteil der Stadt Scheinfeld im Landkreis Neustadt an der Aisch-Bad Windsheim (Mittelfranken, Bayern). Die Gemarkung Burgambach hat eine Fläche von 3,422 km². Sie ist in 276 Flurstücke aufgeteilt, die eine durchschnittliche Fläche von 12.398,91 m² haben.

## Lage
Das Dorf liegt auf freier Flur. Naturräumlich befindet es sich im Steigerwald. Der von Westen kommende Schönbach fließt unmittelbar südlich am Ort vorbei und mündet nach 500 m in die Scheine. Die Staatsstraße 2421 durchquert Burgambach und führt nach Herpersdorf (1,2 nördlich) bzw. an Grappertshofen vorbei nach Scheinfeld (2,7 km südöstlich). Die Kreisstraße NEA 28 führt nach Oberambach (1,6 km nordwestlich).

## Geschichte
Der Ort wurde im 11. Jahrhundert im Villikationsurbar des Benediktinerinnenklosters Kitzingen als „Oninbuch“ erstmals  erwähnt. Oberambach ist eine Ausbausiedlung von Burgambach. Das Bestimmungswort des zugrunde liegenden Hydronyms ist der Personenname Onno, das Grundwort ‚buoch‘ (mhd. für Buchenwald), demnach bedeutet der ursprüngliche Flurname ‚Zum Buchenwald des Onno‘. Es war damals ein Lehen der Casteller Grafen. Bis ins 15. Jahrhundert besaßen diese das kleine Schloss, das noch heute als stattliches Haus existiert. Ebenso hielten hier die Casteller Ministerialen von Wiesenbronn Besitz. Im Jahr 1659 wurde im Ort ein Fall der Unzucht aktenkundig.
Im Rahmen des Gemeindeedikts (frühes 19. Jahrhundert) wurde Burgambach dem Steuerdistrikt Schnodsenbach zugeordnet. Wenig später entstand die Ruralgemeinde Burgambach. Sie unterstand in Verwaltung und Gerichtsbarkeit dem Herrschaftsgericht Schwarzenberg und in der Finanzverwaltung zunächst dem Rentamt Scheinfeld, nach dessen Auflösung im Jahr 1818 dem Rentamt Iphofen. 1852 kam Burgambach an das Landgericht Scheinfeld. Für die Verwaltung war ab 1862 das Bezirksamt Scheinfeld  (1939 in Landkreis Scheinfeld umbenannt) und für die Finanzverwaltung ab 1879 das Rentamt Markt Bibart zuständig (1919–1929: Finanzamt Markt Bibart, 1929–1972: Finanzamt Neustadt an der Aisch, seit 1972: Finanzamt Uffenheim). Die Gerichtsbarkeit blieb beim Landgericht Scheinfeld, mit dessen Auflösung kam sie 1879 an das Amtsgericht Scheinfeld. Die Gemeinde Burgambach hatte 1964 eine Gebietsfläche von 3,431 km². Am 1. Januar 1972 wurde Burgambach im Zuge der Gebietsreform in Bayern nach Scheinfeld eingemeindet.

### Baudenkmäler
In Oberlaimbach gibt es drei Baudenkmäler:
- Haus Nr. 3: ehemaliges Wohnstallhaus
- Haus Nr. 7: Gasthaus Löwe
- Haus Nr. 8: ehemaliges Wohnstallhaus

ehemalige Baudenkmäler
- Haus Nr. 4: erdgeschossiges Giebelhaus von drei zu fünf Achsen, Ende des 18. Jahrhunderts; Fachwerk mit zweigeschossiger Giebelfront; Traufbalken und Gesims an der Giebelsohle profiliert[15]
- Haus Nr. 8: erdgeschossiges Wohnstallhaus mit Giebeldach; Kellersockel, massives verputztes Erdgeschoss; die Fenster, an der Giebelseite drei, mit Hausteinrahmen und Schlussstein, gefelderte Tür, ebenso wie das Haus erste Hälfte des 19. Jahrhunderts[15]
- Haus Nr. 13: am straßenseitigen rundbogigen Eingang zum tonnengewölbten Keller datiert „1706“; zweigeschossiges Wohnstallhaus mit Satteldach; Erdgeschoss mit Ziegeln unterfangen; Obergeschoss verputztes Fachwerk mit K-Streben; ehemals zum Schloss gehörig.[15]
- Haus Nr. 14: erste Hälfte des 19. Jahrhunderts; zweigeschossiges Wohnhaus, im Obergeschoss drei zu vier Achsen, mit Walmdach auf profiliertem vorkragendem Traufgesims, unter dem ein Zahnschnitt verläuft; verputzter Massivbau; Obergeschoss ehemals Fachwerk; geknickte Eckpilaster, über denen die Gesimse in Verlängerung der Fenstersohlbänke verkröpft sind[15]
- Haus Nr. 19: erdgeschossiges verputztes Giebelhaus der ersten Hälfte des 19. Jahrhunderts, mit geknickten toskanisierenden Eckpilastern; im Friesteil Rosetten; eines der zwei Fenster der Giebelseite mit ursprünglichem Hausteinrahmen, Sohlbank und Keilstein[15]
- Haus Nr. 25: Gemeindehaus, leerstehend, erste Hälfte des 19. Jahrhunderts; erdgeschossiges Wohnstallhaus aus regelmäßigen Quadern; zwei zu vier Achsen; eingeschossiger Fachwerkgiebel; Glockentürmchen in Form eines Dachreiters auf zwei Stützen mit Zeltdach[15]
- Haus Nr. 26: ehemaliges Schloss, durch Umbau stark verändert; unterkellertes Wohnhaus von vier zu zwei Achsen, mit Satteldach, erste Hälfte des 18. Jahrhunderts; Erdgeschoss massiv, Obergeschoss Fachwerk; der Türsturz des ursprünglichen Türrahmens aus Haustein erhalten: profiliert und doppelt geohrt, erste Hälfte des 18. Jahrhunderts; in beiden Geschossen Reste verputzter Flachdecken auf von Profilstäben gesäumter Hohlkehle[15]

### Bodendenkmäler
In der Gemarkung Burgambach gibt es ein Bodendenkmal.

### Einwohnerentwicklung
| Jahr      | 1818   | 1840   | 1852   | 1855   | 1861   | 1867   | 1871   | 1875   | 1880   | 1885   | 1890   | 1895   | 1900   | 1905   | 1910   | 1919   | 1925   | 1933   | 1939   | 1946   | 1950   | 1952   | 1961   | 1970   | 1987  |
| Einwohner | 144    | 195    | 199    | 198    | 169    | 198    | 181    | 167    | 193    | 181    | 148    | 146    | 146    | 131    | 132    | 134    | 125    | 124    | 117    | 210    | 170    | 156    | 136    | 115    | 105   |
| Häuser    | 35     | 26     |        |        |        |        | 32     |        |        | 33     | 25     |        | 30     |        |        |        | 27     |        |        |        | 25     |        | 26     |        | 30    |
| Quelle    | [ 10 ] | [ 17 ] | [ 18 ] | [ 18 ] | [ 19 ] | [ 20 ] | [ 21 ] | [ 22 ] | [ 23 ] | [ 24 ] | [ 25 ] | [ 18 ] | [ 26 ] | [ 18 ] | [ 27 ] | [ 18 ] | [ 28 ] | [ 18 ] | [ 18 ] | [ 18 ] | [ 29 ] | [ 18 ] | [ 11 ] | [ 30 ] | [ 2 ] |

## Religion
Burgambach ist seit der Reformation evangelisch-lutherisch geprägt und nach St. Michael (Schnodsenbach) gepfarrt.